# Notturlabio
Il notturlabio (o notturnale, oppure orologio notturno) è uno strumento simile all'astrolabio; veniva utilizzato in passato dai naviganti per determinare l'ora durante la notte, sia pure con un grado di precisione molto modesto, qualora fosse nota la posizione di tre stelle.

## Nomi
Il notturlabio (dal latino noctur(nus) «notturno» e -labio, dalla parola astrolabio)  ha diversi nomi, dai più comuni come notturnale, nottilabio o orologio notturno, fino a quelle latine più antiche di Horologium noctis o Noctilabium. 

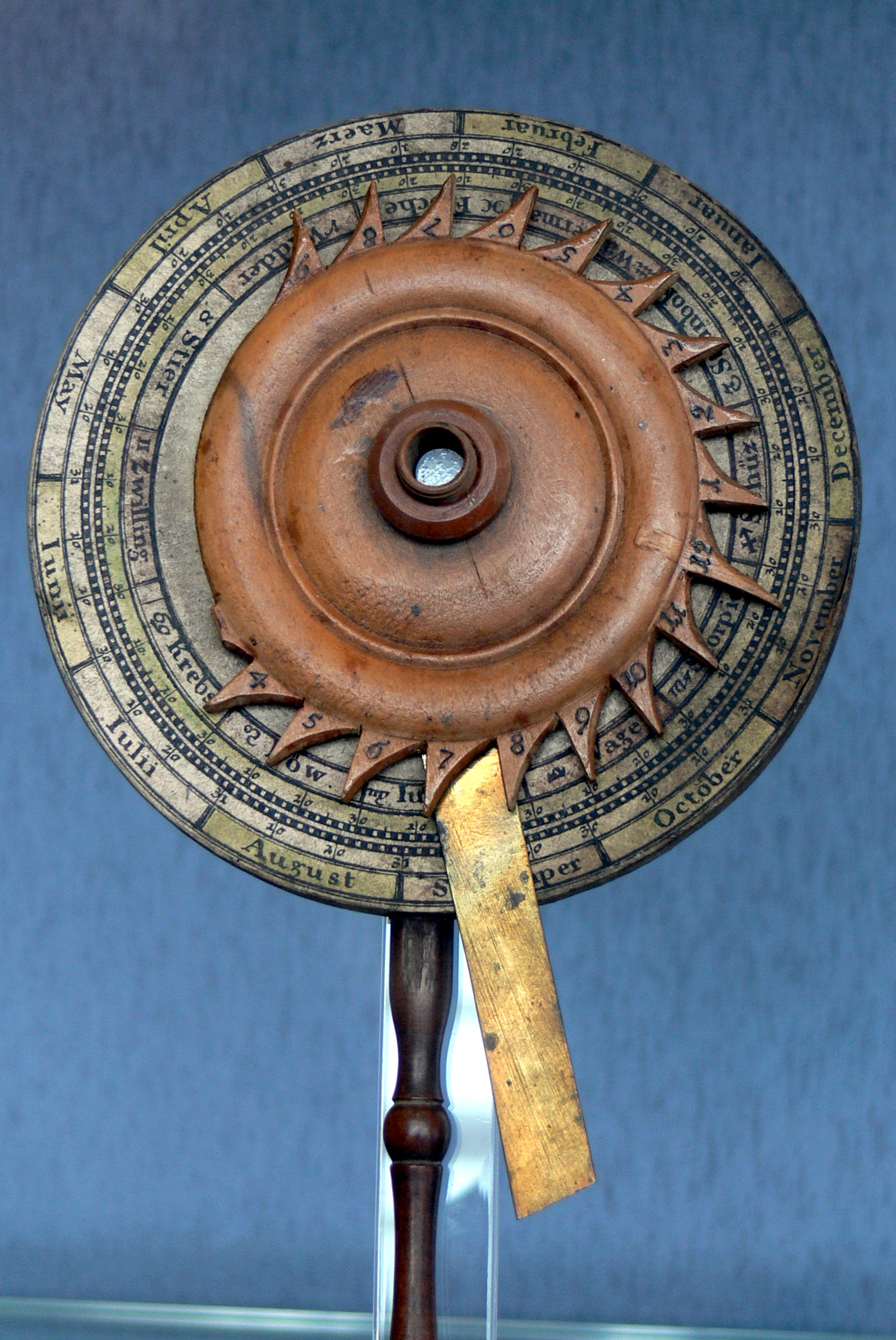
Tipo di notturlabio tedesco del XVIII secolo

## Componenti
Il notturlabio è composto da tre dischi concentrici, in ottone, rame o legno, e da un manico su cui è inciso il nord. 
Il disco più grande, posto alla base, ha inciso sul bordo un calendario, con mesi, giorni e in alcuni casi i segni dello zodiaco. 
Il disco di mezzo, chiamato disco orario, è diviso in ventiquattro parti, una per ogni ora del giorno. Ogni parte, nei notturlabi più precisi, è divisa anche in minuti. Le tacche orarie sono dentellate in modo da poter essere contate col tatto nel buio della notte. È presente anche un indice più lungo che rappresenta la mezzanotte, grazie al quale è possibile ruotare il disco. 
L'ultimo disco è il disco puntatore, a cui è collegata un'alidada: una lancetta rotabile con il bordo utile allineato con il centro dello strumento.  Sull'alidada vi sono diverse incisioni: in alcuni notturlabi vi è la scritta "horologium nocturnum", come ad esempio in quello esposto al Museo Galilei di Firenze. o altre parole in latino. Al centro del notturlabio è presente un foro, attraverso il quale è possibile puntare la Stella polare.

## Uso

Posione del notturlabio rispetto alle stelle

L'uso dello strumento presuppone delle conoscenze astronomiche basiche, note fin dall'antichità.
È possibile ricavare l'ora attraverso la conoscenza della propria latitudine e l'individuazione di tre stelle: la stella polare dell'Orsa Minore e le cosiddette “guardiane del carro”: Dubhe (α Ursae Majoris) e Merak (β Ursae Majoris), facenti parte della costellazione dell'Orsa Maggiore. L'Orsa Maggiore è utilizzabile perché è una delle costellazioni circumpolari: grazie alla sua posizione sempre sopra l'orizzonte in buona parte dell'emisfero settentrionale, è possibile utilizzare il notturlabio ogni giorno dell'anno.
Per utilizzare lo strumento, lo si tiene per il manico in modo perpendicolare al terreno e si cerca di far coincidere il foro centrale dello strumento con la stella polare. Una volta posizionato, si cercano le due stelle dell'Orsa Maggiore e si ruota l'alidada facendo coincidere la sua inclinazione con la linea immaginaria tracciata dalle due stelle verso la stella polare. Come risultato il lato utile dell'alidada indicherà l'orario corrente.
Vi sono però alcune accortezze a cui prestare attenzione, tra cui il fuso orario: durante l'ora legale, bisogna aggiungere un'ora all'orario indicato dall'alidada. Un'altra correzione dell'orario è data dall'aggiunta o sottrazione di alcuni minuti in base alla latitudine dell'osservatore, in quanto l'orario risultante col notturlabio è lo stesso risultante con una meridiana. Per ogni grado di longitudine a est rispetto al meridiano di Greenwich, si contano quattro minuti di anticipo, a ovest se ne contano quattro in ritardo.
Vi sono anche dei casi particolari durante l'anno: il 5 marzo, alla mezzanotte dell'orario locale, le due stelle dell'Orsa maggiore saranno allineate verticalmente con la stella polare sul meridiano superiore, mentre il 7 settembre, sempre allo stesso orario, vi sarà l'allineamento opposto, sempre verticale, ma nella parte inferiore. Questi casi sono indipendenti dalla longitudine dell'osservatore. Questo fa sì che l'asse verticale immaginario proiettato dall'impugnatura del notturlabio passi per queste due date sul disco calendariale.

## Storia

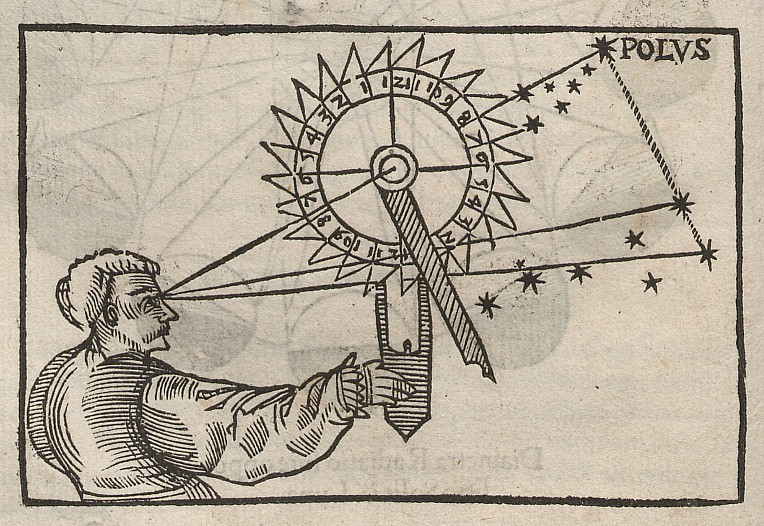
Illustrazione nel Cosmographicus liber

Il notturlabio ha origini europee. Nella prima metà del IX secolo, Pacifico (capo dello scriptorium della Cattedrale di Verona) costruì il precursore del notturlabio: un disco con al centro un tubo in cui osservare le stelle, raffigurato spesso in manoscritti del 1000 e 1100. Alcuni studiosi dell'Ottocento credettero erroneamente che queste illustrazioni anticipassero la nascita del telescopio nell'età medievale.
La prima descrizione a stampa del notturnale risale al 1524, nel Cosmographicus liber di Pietro Apiano: questa opera venne stampata in molte altre edizioni successive, contribuendo alla conoscenza del notturlabio. Johann Dryander fu il secondo a descrivere questo strumento e pubblicò anche un trattato sul notturlabio rimasto incompiuto del matematico Jakob Köbel, chiamato Das Nocturnal Oder Die nachtuhr. Il testo inglese più antico riguardante lo strumento, l'Horologiographiadel matematico Thomas Fale risale alla seconda metà del Cinquecento. Alla fine del secolo, nella navigazione, questo metodo venne messo da parte in seguito alla diffusione del quadrante di Davis, facendo scomparire dai manuali le descrizioni dei notturlabi. Lo strumento rimase però di uso comune fino al secolo XVIII, uso documentato anche dai molti esemplari sopravvissuti, molti di questi presenti all'interno di compendi astronomici: piccole scatole contenenti diversi strumenti per ricavare dati dall'osservazione del cielo.